# Demaratos
Demaratos (gr. Δημάρατος) – król Sparty z dynastii Eurypontydów, który współrządził w latach 515-491 p.n.e. wraz z Kleomenesem I.
W 506 p.n.e. obaj królowie dowodzili wyprawą wojenną miast Peloponezu przeciwko Atenom, w trakcie której Demaratos wycofał swe wojska podczas bitwy. Od tego czasu spartańskimi wyprawami dowodził tylko jeden król. Konflikt między królami zakończył się pozbawieniem Demaratosa tronu pod pretekstem jego pochodzenia z nieprawego łoża. Tron zajął sojusznik Kleomenesa, Leotychidas II.
W 490 p.n.e. Demaratos zbiegł ze Sparty i znalazł schronienie na perskim dworze Dariusza. Perski król podarował mu włości w Troadzie. Demaratos znalazł się w armii Kserksesa I w trakcie drugiej wyprawy Persów na Grecję. Wg Herodota wysłał do Sparty ukrytą wiadomość o planowanym najeździe, którą odkryła Gorgo (Dzieje VII, 239).